# Laura Benkarth
Laura Anna Benkarth (Freiburg im Breisgau, 1992. október 14. –) német női válogatott labdarúgó, a Bayern München játékosa.

## Pályafutása

### Klubcsapatokban
2009 és 2018 között az SC Freiburg játékosa volt és több mint 150 tétmérkőzésen képviselte csapatát, csapatkapitányként is. A 2018–19-es szezont előtti átigazolási időszakban igazolt a Bayern München csapatához, ahol ezüstérmesként fejezték be a szezont.

### A válogatottban
Részt vett korosztályos szinten a 2009-es U17-es női labdarúgó-Európa-bajnokságon, a 2010-es U19-es női labdarúgó-Európa-bajnokságon, a 2010-es és a 2012-es U20-as női labdarúgó-világbajnokságon.
Tagja volt az aranyérmet szerző válogatottnak a 2013-as női labdarúgó-Európa-bajnokságon és a 2016-os nyári olimpián. A 2015-ös női labdarúgó-világbajnokságon a bronzmérkőzésen maradtak alul az angol női labdarúgó-válogatott ellen. A 2017-es női labdarúgó-Európa-bajnokságon és a 2019-es női labdarúgó-világbajnokságra utazó keretbe is bekerült.

## Sikerei, díjai

### Klub
- Bayern München
  - Bundesliga: 2020–21, 2022–23
- SC Freiburg
  - Bundesliga 2: 2010–11

### Válogatott
- Németország U17
  - U17-es női labdarúgó-Európa-bajnokság: 2009
- Németország U20
  - U20-as női labdarúgó-világbajnokság: 2010
- Németország
  - Női labdarúgó-Európa-bajnokság: 2013
  - Olimpia: 2016

### Egyéni
- U20-as női labdarúgó-világbajnokság – A torna legjobb kapusa: 2012[12]